# ATR-Infrarotspektroskopie
ATR-Infrarotspektroskopie (von englisch attenuated total reflection ‚abgeschwächte Totalreflexion‘) ist eine Messtechnik der Infrarotspektroskopie (IR-Spektroskopie) für die Oberflächenuntersuchung von undurchsichtigen Stoffen wie z. B. Lackschichten oder Polymerfolien und auch flüssigen Proben wie z. B. Lösungsmittelmischungen. Das Verfahren wurde erstmals von Harrick 1960 und Fahrenfort 1961 vorgestellt. Dabei wird die Intensität des reflektierten Lichtes gemessen, dies lässt Rückschlüsse über das absorbierende Medium zu.

## Aufbau und Funktion
Kernstück dieser Methode ist ein Lichtwellenleiter, in dem Strahlung in Totalreflexion geführt wird, ein sogenanntes Reflexionselement (engl.: internal reflection element, IRE). Dieser Lichtwellenleiter ist für gewöhnlich ein Prisma, eine Faser ohne Mantel (FEWS für fibre evanescent wave spectroscopy) oder ein spezieller andersgeformter ATR-Kristall (= ATR-Element), in dem Mehrfachreflexionen möglich sind.
Bei Totalreflexion bilden sich hinter der reflektierenden Grenzfläche evaneszente Wellen aus. Diese haben etwa die Reichweite einer Wellenlänge. Wird nun eine Probe nahe an die Oberfläche des Lichtwellenleiters gebracht, kann diese mit der evaneszenten Welle wechselwirken. Das im Wellenleiter geführte Licht wird abgeschwächt.

Eindringtiefe der evaneszenten Welle mit dem Einfallswinkel im Fall des Brechungsindexverhältnisses von 1,4 zu 2,4

Ein Richtwert für die notwendige Annäherung der Probe an die Grenzfläche ist die Eindringtiefe dp der evaneszenten Welle. Diese wird als derjenige Abstand von der Grenzfläche definiert, bei dem die Amplitude des elektrischen Feldes nur noch 1/e-tel (≈ 37 %) der Amplitude an der Grenzfläche entspricht. Für Licht der Wellenlänge λ und dem Einfallswinkel Θ ergibt sich beim Übergang vom optisch dichteren Medium (z. B. ATR-Element mit dem Brechungsindex n1) in ein optisch dünneres Medium (z. B. ein flüssiges Medium mit dem Brechungsindex n2):
{\displaystyle d_{\text{p}}={\frac {\lambda }{2\pi n_{1}{\sqrt {\sin ^{2}(\Theta )-(n_{2}/n_{1})^{2}}}}}}
Für eine abklingende (evaneszente) Welle mit der Wellenlänge 500 nm ergibt sich somit bei der Totalreflexion (unter 60°) an der Grenzfläche von Glas (n1 = nGlas = 1,5) und Luft (n2 = nLuft = 1,0) eine Eindringtiefe von 95 nm. Für typische Winkel im Bereich um 45° und typische Brechungsindexverhältnisse kann gesagt werden, dass die Eindringtiefe ca. 1/5 bis 1/4 der Wellenlänge des einfallenden Lichtes beträgt, dabei nimmt die Eindringtiefe mit zunehmenden Verhältnis n1/n2 ab.

## Anwendung

### Infrarotspektroskopie

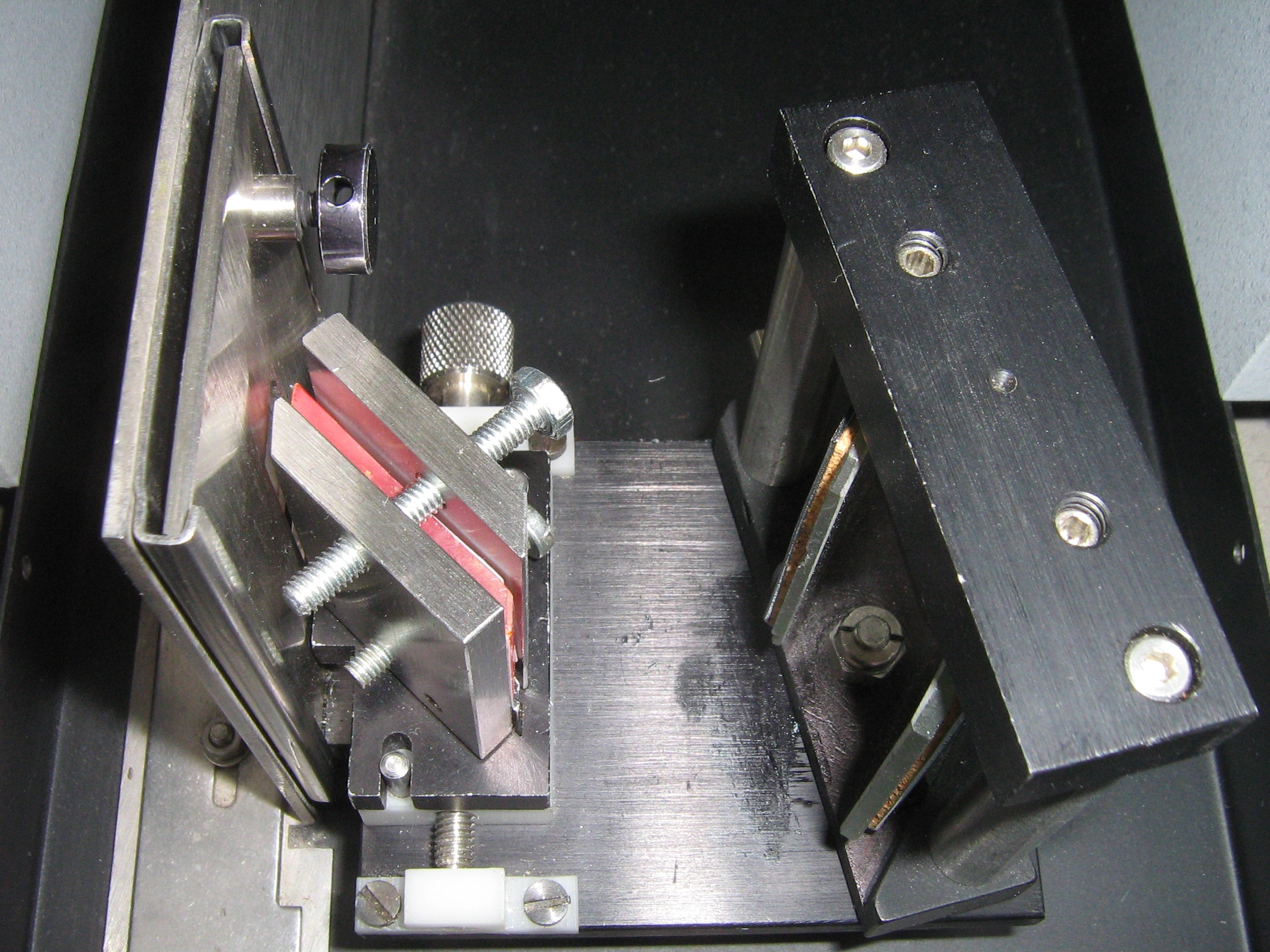
Halterung mit KRS5-Kristall (rosa) für die ATR-Infrarotspektroskopie

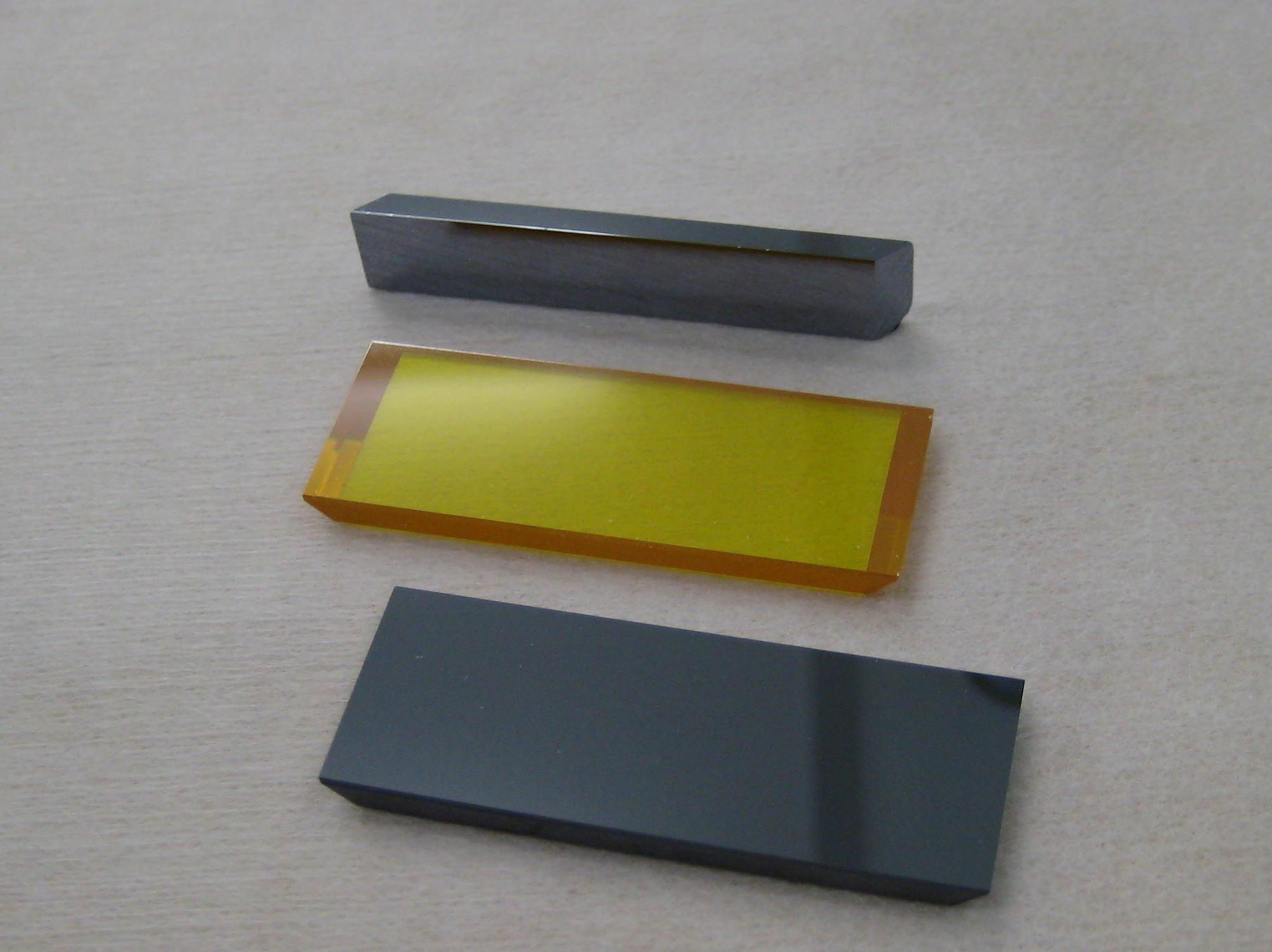
Multireflexionskristalle; oben: Silicium-Kristall mit der Grundfläche eines Parallelogramms, darunter Kristalle mit trapezförmiger Grundfläche aus Zinkselenid (Mitte) und Silicium (unten).

Bei der Infrarotspektroskopie werden feste und flüssige Proben in das evaneszente Feld gebracht und die wellenlängenabhängige Absorption gemessen. Feste Proben werden dabei an die Oberfläche des Lichtwellenleiters angepresst, um ein möglichst starkes Messsignal zu erhalten. Zur Erhöhung der Empfindlichkeit werden Lichtwellenleiter eingesetzt, in denen der Messstrahl mehrfach reflektiert und dabei die Signalstärke aufsummiert wird.
Für die Aufnahme von IR-Spektren von Werkstücken und Materialproben gehört ATR heute zu den am häufigsten angewandten Methoden. Als Materialien für IR-Strahlung wählt man je nach Wellenzahlbereich meist ZnSe, Ge, Thalliumbromidiodid (KRS-5), Si, AMTIR (von engl. amorphous material transmitting infrared radiation, z. B. GeAsSe = AMTIR-1) oder Diamant.
Bei der Untersuchung von Proben ist darauf zu achten, dass der Brechungsindex des eingesetzten ATR-Elements auch im Bereich der Absorptionsbanden der Probe hinreichend groß ist, so dass beim Kontakt zwischen Medium und ATR-Element weiterhin die Bedingungen für Totalreflexion erfüllt sind.
Zur Untersuchung kleinster Flüssigkeitsmengen mit der FEWS (fibre evanescent wave spectroscopy) im mittleren Infrarot werden Chalkogenidglas-Fasern eingesetzt.

### Oberflächenplasmonenresonanzspektroskopie
Bei der Oberflächenplasmonenresonanzspektroskopie (SPRS) wird die winkelabhängige Absorption bei festen Wellenlängen gemessen. Das evaneszente Feld regt unter bestimmten Bedingungen Oberflächenplasmonen an einer Grenzfläche der Probe an und wird dabei absorbiert. Nimmt man die Reflexion winkelabhängig auf, kann man aus dem Verlauf den komplexen Brechungsindex der Probe berechnen.

## Vor- und Nachteile
- Auch nicht lösliche Substanzen sind messbar (z. B. Duroplasten).
- Das Herstellen der KBr-Presslinge entfällt.
- Die Empfindlichkeit bei der ATR-Infrarotspektroskopie wird über die Eindringtiefe sowie die Anzahl der Reflexionen eingestellt. Aufgrund der geringen Eindringtiefe ist diese Methode besonders für stark absorbierende Proben geeignet.
- Die im mittleren Infrarotbereich transparenten Materialien sind zumeist mechanisch und/oder chemisch instabil. Ausnahme bilden hier teure ATR-Elemente aus Diamant.

## Vergleichbarkeit von ATR- und Transmissionspektren
Da die Transmissionstechnik lange Zeit die dominierende IR-Messmethode war, existieren große Sammlungen und Datenbanken von Transmissionsspektren. Die relative Ähnlichkeit der ATR- und Transmissionspektren legt den Schluss nahe, die Transmissionspektren können für die Identifikation von Materialien mittels ATR-Spektren genutzt werden. Ein direkter Vergleich der Spektren führt jedoch bei komplexeren Spektren im Allgemeinen nicht zu verlässlichen Resultaten. Die Ursache dafür liegt in den von der Wellenlänge und starken Absorptionszentren (hoher Extinktionskoeffizient) abhängigen Eindringtiefen der Oberflächenwelle und somit der Informationstiefe. Die Folge ist eine von der Wellenlänge abhängige relative Bandenintensität. Die Absorptionsbanden werden zu größeren Wellenlängen (kleinere Wellenzahl) hin breiter und intensiver als bei von Transmissionsspektren abgeleiteten Absorbanzspektren. Grund für die Unterschiede ist, dass ATR-Absorbanz im Unterschied zu Transmissions-Absorbanz vom Brechungsindex abhängt. Deshalb verschieben sich auch die Lagen der Absorptionsbanden zu niedrigeren Wellenzahlen, also in Richtung des Maximums des Brechungsindex im Vergleich zu den Lagen von Banden in Transmissions-Absorbanz-Spektren.
Um dementsprechend die Vergleichbarkeit von ATR- und Transmissionsspektren zu verbessern, so dass auch ältere Spektren genutzt werden können, gibt es mathematische Verfahren, die sogenannte ATR-Korrektur, was aber nur eine Anpassung der ATR-Spektren an Transmissionspektren und keine notwendige „Korrektur“ ist. Neben der einfachen ATR-Korrektur, die nur eine Wellenzahlwichtung des Spektrums vornimmt, bieten einige Hersteller von Spektroskopiesoftware auch sogenannte erweiterte ATR-Korrektur-Verfahren an. Diese beziehen unter anderem auch den Einfallswinkel und die Brechungsindizes (Realwert) des Kristalls und der Probe (in der Regel nur ein fester Wert und kein Spektrum) für die Umrechnung ein. Die Dispersion der Materialien mit absorbierenden Bereichen des Reflexionskristallmaterials oder gar kurzbandigen Änderungen bzw. Aufhebungen der Totalreflexionsbedingungen werden nicht erfasst. Hinzu kommt, dass sich das Spektrum bei der Messung in Transmission aus der Absorption beim Probendurchgang und den Reflexionsverlusten an den beiden Grenzflächen ergibt. Daher sind auch die erweiterten Korrekturverfahren nur für den qualitativen aber nicht für einen exakten quantitativen Vergleich geeignet. Ein exaktes Korrekturverfahren berücksichtigt den Polarisationszustand und führt die Reflexion auf Basis eines wellenoptischen Modells auf die dielektrische Funktion zurück, deren Katalogisierung am meisten Sinn machen würde, vor allem nach Parametrisierung über die Dispersionsanalyse, ist aber vergleichsweise aufwändig.
Seit einiger Zeit führen daher einige Anbieter von Spektrendatenbanken neben Datenbanken mit Transmissionsspektren auch welche mit ATR-Spektren. Da dies mit erheblichen Kosten verbunden ist, ist dies ein Indiz, dass die Anpassung der ATR-Spektren an Transmissionsspektren (die sogenannte „ATR-Korrektur“) auch im Alltag nicht hinreichend gut genug ist. Zudem zeigt es, dass die ATR-Technik mittlerweile in vielen Bereichen eine bedeutende oder gar die dominierende IR-Technik ist, beispielsweise in der Prozessanalytik.